# Serguéi Mirónov
Serguéi Mijáilovich Mirónov (en ruso: Сергей Михайлович Миронов, nacido el 14 de febrero de 1953) es un político ruso. De 2001 a 2011, fue presidente del Consejo de la Federación, la cámara alta del parlamento ruso, la Asamblea Federal de Rusia. Es líder del partido Rusia Justa y líder parlamentario de esta formación en la Duma Estatal.

## Biografía
En 1967, se unió al Komsomol.
En la década de 1970, Serguéi Mirónov sirvió en las tropas aerotransportadas en el Ejército Soviético. En 1973, fue elegido como vicecomisario del Komsomol en el trabajo educativo ideológico en el Instituto de Minería de Leningrado. Después de graduarse del Instituto, trabajó como ingeniero geofísico. Después de un breve período de trabajo como empresario, ingresó a la política y, en 1994, fue elegido diputado de la Asamblea Legislativa de San Petersburgo. En junio de 2000, fue elegido vicepresidente de la Asamblea Legislativa de San Petersburgo y, en 2001, ingresó en el Consejo de la Federación de Rusia como representante de San Petersburgo. En diciembre de 2001, Serguéi Mirónov fue elegido presidente del Consejo de la Federación. Entre abril de 2003 y octubre de 2006, fue presidente del Partido ruso de la vida (Российская партия жизни). 
Mirónov fue candidato en las elecciones presidenciales de 2004. No fue considerado como un candidato serio y fue citado diciendo: "Todos queremos que Vladímir Putin sea el próximo presidente". Obtuvo menos del uno por ciento de los votos.
En octubre de 2006, se convirtió en el líder del nuevo partido de oposición de izquierdas Rusia Justa (Справедливая Россия), que se formó al fusionarse el partido Ródina, el Partido Ruso de la Vida y el Partido de los Pensionistas Rusos. Esto lo convirtió efectivamente en líder de la oposición ya que los tres partidos juntos eran entonces más fuertes que el Partido Comunista de la Federación Rusa.
Mirónov ha propuesto varias veces una enmienda a la constitución rusa que permita que el presidente sea elegido por 3 períodos consecutivos de 5 o 7 años. En 2007, Borís Gryzlov, líder del partido rival Rusia Unida, dijo que cambiar la constitución sería inaceptable. Se considera que Mirónov tiene una orientación más socialista, ya que impulsa el establecimiento de intercambios agrícolas especiales para las compras estatales de productos agrícolas y una mayor intervención estatal en la regulación de los precios de los alimentos básicos.
En las elecciones presidenciales de Rusia de 2012, recibió el 3.86 % de los votos.
En marzo de 2014, Mirónov fue incluido en la lista de personas sancionadas por Occidente debido a su participación indirecta, directa o supuesta en la anexión de Crimea por Rusia. El 25 de julio de 2014, en medio de la Guerra del Donbás, el Ministerio del Interior de Ucrania inició un proceso penal contra Mirónov por presunto apoyo financiero a los insurgentes armados.